# Weight pulling

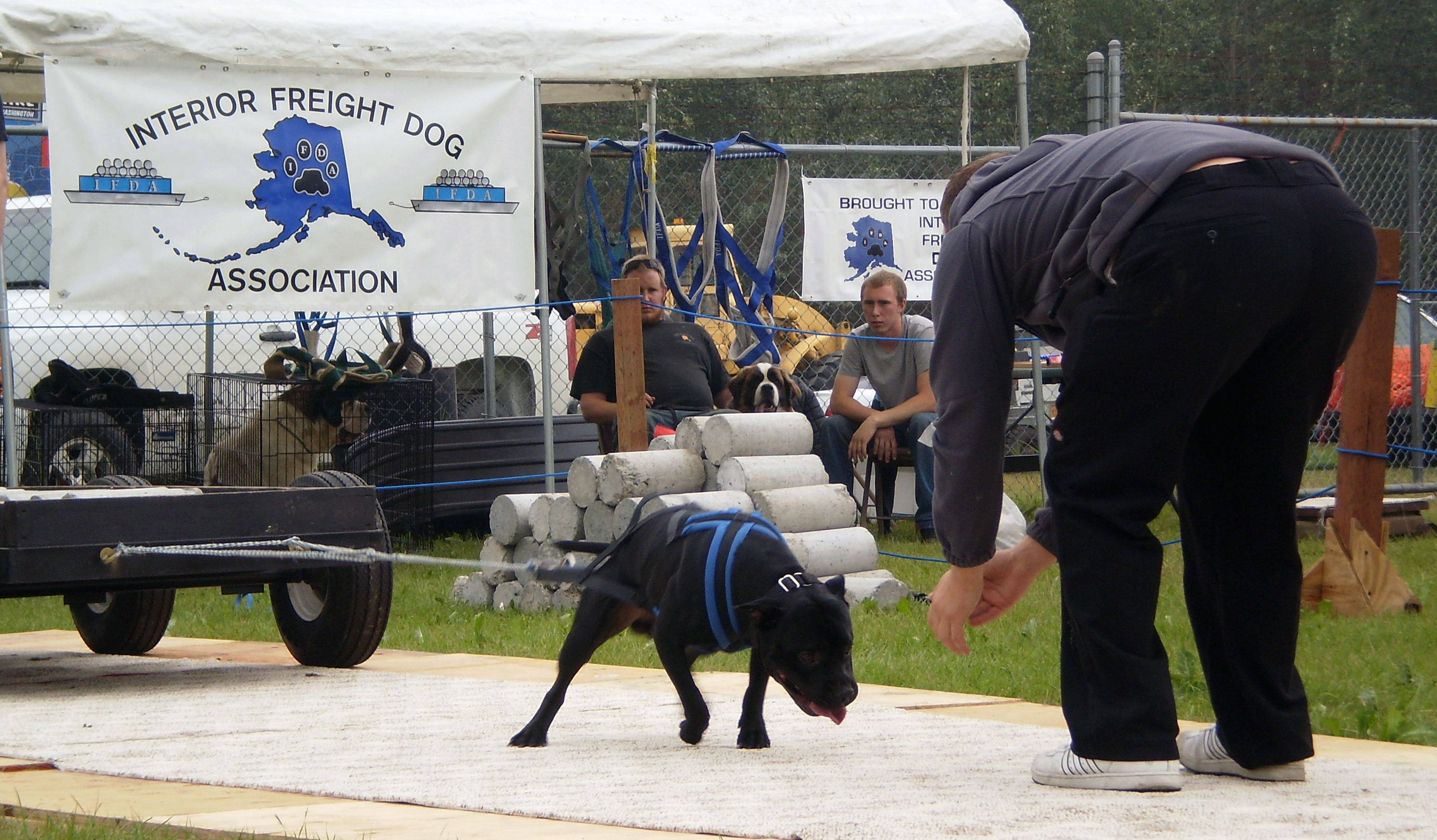
Weight pulling i Fairbanks, Alaska.

Weight Pull, förkortat WP, är en tävlings- och träningsform för hundar. Weight Pull är en modern variant av svunna tiders "freighting", vilket var benämningen på det arbete som draghundar utförde i Nordamerika under guldruscherna i terräng som var omöjlig för hästtransporter, samt i Alaska och Kanada innan flygplanets tillkomst. Sporten etablerades officiellt på 1970-talet i USA och Sveriges första WP-klubb Swedish Working Bulldog Association, SWBA, grundades 2002 och lades ner 2017. Idag, 2025.finns i Sverige Svenska Weightpullklubben som grundades 2017 tillsammans med ett fåtal mindre klubbar. Vid Weight Pull-träning och tävling används en för ändamålet specialkonstruerad sele, vilken består av breda och kraftigt vadderade remmar för att fördela trycket så jämnt som möjligt över en så stor yta som möjligt. WP-selar sys upp kundanpassat och måttbeställs efter individen som skall arbeta i den.

## Tävling
Tävlingsmomentet utgörs av att hunden, på givet startkommando från föraren, skall dra en lastad vagn eller släde 4,8 meter (16 fot) från start till mål. Underlaget är antingen jord (dirt), matta (carpet), gräs eller snö och vagnen har antingen luftfyllda däck eller går på räls. För att draget skall bli godkänt måste det påbörjas inom en utsatt tidsrymd och avslutas inom en fastslagen tidsgräns. Hundarna delas in i olika viktklasser och den hund som dragit mest vikt koras till segrare i sin grupp. I några tävlingsorganisationer beräknas "pound for pound", "kilo för kilo", (P4P) för att kora segraren, vilket innebär att den hund som dragit mest i förhållande till sin egen kroppsvikt koras till klassvinnare. Om två hundar dragit samma vikt eller P4P vinner den hund som genomförde draget på kortast tid. Det finns ett flertal tävlingsorganisationer världen över och tävlingsreglementena skiljer sig åt mellan dessa. I Sverige arrangeras majoriteten av Weight Pull-tävlingarna av SWK (Svenska Weightpullklubben) under European Weight Pull Leagues (EWPL) tävlingsreglemente. Tävlingsformen medför risk för skador hos deltagande hundar och officiell tävling får därför inte anordnas utan tävlingsveterinär. Tävlingsveterinären besiktigar tävlingsområdet, besiktigar deltagande hundar och övervakar hela tävlingen. Tävlingsveterinären kan vid behov förbjuda enskilda ekipage att starta, förbjuda fortsatt tävlan för enskilt ekipage och även helt eller delvis förbjuda själva tävlingen. Vid tävlingar saktionerade av EWPL har även huvuddomaren enligt reglementet rätt att stoppa enskilda ekipage från start eller fortsatt tävlan.
I Sverige arrangeras cirka 5-10 tävlingar per år med säsongsuppehåll över vintern. Priserna utgörs vanligtvis av pokaler och sponsormaterial utöver äran. Rankningssystem och titlar förekommer inom majoriteten av tävlingsorganisationerna.

## Tävlingsorganisationer
Till de större WP-organisationerna räknas International Weight Pulling Association (IWPA),  American Pulling Alliance (APA) och United Pulling Federation (UPF) av vilka de båda senare sanktionerar tävlingar i både USA och Europa. IWPA bildades 1984 och verkar enbart i Nordamerika. I USA sanktioneras WP-tävlingar även av United Kennel Club (UKC) och National Kennel Club (NKC). European Weight Pull League (EWPL) bildades 2007 och är öppen för alla europeiska länder. EWPL är den organisation som vanligtvis sanktionerar tävlingar i Sverige. Det finns även ytterligare andra mindre organisationer i både Nordamerika och Europa.

## Djurskyddsaspekter
Sveriges Veterinärförbunds Djurskyddskommitté diskuterade tävlingsformen WP den 27 mars 2007, med anledning av att flera förbundsmedlemmar ombetts ställa upp som tävlingsveterinär vid WP-tävlingar. Synpunkterna från SVF:s Djurskyddskommitté har införlivats i EWPL:s tävlingsreglemente.
I slutet av 2007 kom utredningen ”Bättre djurskydd – mindre krångel” Utredningens förslag innebär en ny skrivning av 33 § Djurskyddsförordningen. Istället för nuvarande krav på veterinär medverkan vid djurtävlingar och möjlighet för Jordbruksverket att ge undantag från detta, vill utredaren införa en lista (i djurskyddsförordningen) över vilka tävlingar det är som kräver veterinär medverkan. Utredarens enda förslag på hundtävling som skulle behöva veterinär medverkan är WP. Jordbruksverkets synpunkter på detta är att de i första hand vill behålla den gamla formuleringen, med argument att det är snabbare och lättare att lägga till undantag i en föreskrift, än att få nya tävlingsformer (som kan innebära djurskyddsmässiga problem) inskrivna i djurskyddsförordningen. Jordbruksverket anser, om man trots allt vänder på ordningen och gör en lista i djurskyddsförordningen över tävlingar där veterinär närvaro är ett krav, att utöver WP bör även hundkapplöpning samt draghundstävlingar som innehåller sträckor över 30 km inkluderas i listan.

## Livestreams och podcast
På Svenska Weightpullklubbens (SWK) YouTube-kanal livestreamar de nästan alla tävlingar som de arrangerar, övriga organisationer i EWPL livestreamar ibland sina tävlingar och då oftast på Facebook. Först ut med att livestreama tävlingar i EWPL var WeightpullTV som streamade tävlingarna på YouTube med start den 23 april 2016. Idag finns det en podcast om sporten, WPpodden - The Weightpill Podcast (WPpodden), med start den 22 september 2021 pratar man i podden om allt som har med sporten att göra och man intervjuar även både nya inom sporten och veteraner, från hösten 2024 finns fler avsnitt på engelska för att nå en mer internationell publik och även för att prata om skillnaderna i hur sporten ser ut runt om i världen.